# Alfredo Bonzano Cárdenas
Alfredo Bonzano Cárdenas (Secclla, Angaraes, Huancavelica) es un abogado y político peruano. Fue alcalde del distrito de Secclla entre 1999 y 2002 y Consejero regional de Huancavelica entre 2007 y 2010.

## Biografía
Nació en el distrito de Secclla, provincia de Angaraes, departamento de Huancavelica, Perú, el 18 de agosto de 1964.  Entre 1997 y 2006 cursó estudios superiores de derecho en la Universidad Nacional Hermilio Valdizán en la ciudad de Huánuco.

## Vida política
Su primera participación política fue en las elecciones municipales de 1998 en las que fue elegido alcalde del distrito de Secclla por el Movimiento Independiente INTI. En las elecciones de 2002 postuló como candidato a una regiduría de la provincia de Huancavelica por el mismo movimiento obteniendo la elección. Participó en las elecciones regionales de Huancavelica de 2006 como candidato a la Consejero regional por el Proyecto Integracionista de Comunidades Organizadas obteniendo la elección. En las elecciones municipales del 2018 tentó la alcaldía provincial de Angaraes por el partido Democracia Directa quedando en quinto lugar con sólo el 2.906% de los votos